# Ortaköy (Çorum)
Ortaköy est une ville et un district de la province de Çorum dans la région de la mer Noire en Turquie.